# Kryspina Stelmowska
Kryspina Stelmowska z Siemielińskich (ur. 25 października 1822 w Warszawie; zm. 21 lipca 1869 tamże) – działaczka patriotyczna i kobieca.
Córka urzędnika Józefata Siewielińskiego (1787-1854) i Eufrozyny z Kamińskich (zm. 1843). Wcześnie osierocona przez matkę, mieszkała z ojcem, macochą i młodszą siostrą Urszulą w Warszawie. Członkini grupy Entuzjastek, skupionej wokół Narcyzy Żmichowskiej oraz konspiracyjnej Organizacji kierowanej przez Edwarda Domaszewskiego a następnie Henryka Krajewskiego. Wraz z siostrą organizowała w swym mieszkaniu spotkania Entuzjastek. Była także kolporterką nielegalnej patriotycznej literatury, m.in. wydawnictw emigracyjnych takich jak "Psalmy przyszłości” Zygmunta Krasińskiego, „Wieczory pod lipą” Lucjana Siemieńskiego. utwory Adama Mickiewicza, „Słowa wieszcze” F. Lammenais’ego i „Demokratę Polskiego” wśród pracowników Kolei Warszawsko-Wiedeńskiej i kleryków warszawskiej Akademii Duchownej. Od początku 1849 w swoim mieszkaniu organizowała wykłady dla kobiet z historii powszechnej prowadzone przez Wojciecha Grochowskiego. Organizatorka wraz Wincentą Zabłocką, Kazimierą Ziemięcką i Emilią Gosselin pomocy dla uwięzionych i zesłanych oraz ich rodzin. W r. 1849, po aresztowaniu «entuzjastek» (m.in. Żmichowskiej i Pauliny Zbyszewskiej), Kryspina udała się do Lublina, gdzie były one więzione, aby na miejscu zorganizować dla nich pomoc i opiekę. Aresztowana w 1850 w związku z tzw. spiskiem rzemieślników. Po zwolnieniu w maju 1851 pozostawała przez kilka lat pod nadzorem policyjnym.
W 1855 poślubiła Zygmunta Stelmowskiego (zm. po 1874), urzędnika Najwyższej Izby Obrachunkowej Królestwa Polskiego. Jej dom stał się miejscem gdzie przyjeżdżały z Wielkopolski  Bibianna Moraczewska i Tekla Dobrzyńska, a także przez pewien czas mieszkała Narcyza Żmichowska. Dawała też schronie wracającym z zesłania po 1856 działaczom patriotycznym, w tym wielu księżom. Pomogła w tym czasie Julii Baranowskiej w założeniu pensji żeńskiej przy ul. Miodowej w Warszawie. Była też autorką artykułów do  prasy warszawskiej, m.in. do czasopisma „Księga Świata” redagowanego m.in. przez Hipolita Skimborowicza. Ciężko chora na serce zmarła w Warszawie. Pochowana na cmentarzu Powązkowskim.

## Literatura
Wiktoria Śliwowska, Stelmowska z Siewielińskich Kryspina (zm. 1869), Polski Słownik Biograficzny, t. 43, s.369-370